# Neither Here Nor There
Neither Here Nor There es un libro de arte y un álbum de grandes éxitos de Melvins, fue lanzado en 2004 por Ipecac Recordings para celebrar los 20 años de Crover y Osborne en la banda. El libro consta de 228 páginas de arte y algunas líneas escritas por Osborne y Greg Werckman. También contiene un CD recopilatorio de los mejor éxitos de la banda. Actualmente el álbum/libro se encuentra fuera de circulación.

## Lista de canciones
1. "Bar-X-the Rocking M" (de Stag)
2. "Night Goat" (1992 AmRep Version del Single)
3. "Hog Leg" (de Eggnog)
4. "The Fool, the Meddling Idiot" (de Hostile Ambient Takeover)
5. "Revolve" (de Stoner Witch)
6. "Colossus of Destiny" (una muestra de 31 segundos)
7. "Manky" (de The Maggot, Introducción editada de The Oscillator)
8. "Oven" (de Ozma)
9. "With Teeth" (de Lysol)
10. "If You Get Bored" (de la compilación de K Records Let's Together de 1984)
11. "Let It All Be" (de The Bootlicker)
12. "Boris" (de Bullhead)
13. "Forgotten Principles" (también aparece en Mangled Demos from 1983 y en Singles 1-12)
14. "Prick" (primeros 30 segundos de "Roll Another One")
15. "Mombius Hibachi" (de Honky)
16. "At a Crawl" (de the Let's Kiss compilación de K Records, 1984)
17. "Hooch" (de Houdini)
18. "Eye Flys" (versiones de Gluey Porch Treatments y Colossus of Destiny)

## Personal
- Dale Crover - Batería, voz
- Buzz Osborne - guitarra, voz
- Kevin Rutmanis - bajo en Tracks 4, 7, 11, y 18
- Matt Lukin - bajo en Tracks 10, 13, 16 y 18
- Lori "Lorax" Black - bajo en Tracks 3, 8, 12 y 17
- Joe Preston - bajo en Tracks 2 y 9
- Mark Deutrom - bajo en Tracks 1, 5 y 15
- Mike Dillard - batería en Track 13